# Гейссолома
Гейссоло́ма (лат. Geissoloma) — монотипный род южноафриканских кустарников монотипного семейства Гейссоло́мовые. Гейссолома окаймлённая (лат. Geissoloma marginatum) — единственный вид рода и семейства.
В системе классификации APG III (2009) семейство включено в порядок Кроссосомоцветные (Crossosomatales). В Системе APG II (2003) порядок не установлен.

## Биологическое описание
Растение — вечнозелёный ксерофит.
Листья очерёдные, жёсткие, кожистые, простые, с небольшими прилистниками.
Цветки обоеполые с четырьмя розовыми чашелистиками и четырьмя лепестками.
Плод — коробочка с четырьмя семенами.
Произрастает в Капской провинции.